# Vanilla kaniensis
Vanilla kaniensis ist eine Pflanzenart aus der Gattung Vanille (Vanilla) in der Familie der Orchideen (Orchidaceae). Sie wächst als Kletterpflanze in Neuguinea.

## Beschreibung
Vanilla kaniensis ist eine immergrüne Kletterpflanze, der verzweigte Spross hat einen Durchmesser von 0,8 Zentimeter und Internodien von 7 bis 8 Zentimeter Länge. Die Blätter sind schmal oval, vorne enden sie spitz ausgezogen. Der Blattstiel misst etwa 1,5 Zentimeter Länge, das Blatt ist 20 bis 25 Zentimeter lang und 4,7 bis 7 Zentimeter breit.
Der traubige Blütenstand trägt 12 bis 17 grünlich gelbe Blüten, die Lippe ist weiß mit roter Zeichnung. Die Tragblätter sind länglich, konkav und klein. Der Fruchtknoten ist etwa 4 Zentimeter lang. Die Blütenblätter sind länglich-oval und 3,3 Zentimeter lang bei 0,8 Zentimeter Breite. Die Sepalen enden stumpf, die Petalen haben eine kleine aufgesetzte Spitze und auf der Außenseite eine verdickte Mittelrippe. Die Lippe ist undeutlich dreilappig, ihr vorderer Rand ist gewellt. Mittig auf der Lippe sitzen mit Haaren versehene Lamellen. Die  Säule ist bis zur Hälfte ihrer Länge mit den Rändern der Lippe verwachsen, im Querschnitt ist sie halbkreisförmig, sie wird 2 Zentimeter lang.

## Verbreitung
Vanilla kaniensis ist auf Neuguinea endemisch. Schlechter fand sie in Wäldern auf 600 Meter Höhe im Kani-Gebirge.

## Systematik und botanische Geschichte
Nach seinem Fund 1908 beschrieb Schlechter diese Orchidee 1911. Er benannte sie nach dem Vorkommen im Kani-Gebirge.
Innerhalb der Gattung Vanilla wird Vanilla kaniensis in die Untergattung Xanata und dort in die Sektion Thetya, die alle Arten der Paläotropis enthält, eingeordnet. Vanilla kaniensis ähnelt der ebenfalls auf Neuguinea beheimateten Vanilla wariensis, die aber größere Blätter, einen kürzeren Fruchtknoten und eine deutlich dreilappige Lippe hat. Ebenfalls ähnlich ist laut Soto Arenas und Cribb Vanilla kempteriana.